# Союз писателей Сербии
Союз писателей Сербии (серб. Удружење књижевника Србије, УКС) — творческий союз писателей Сербии.
Правление и администрация Союза писателей Сербии располагаются в Белграде по адресу улица Французская 7. Официальный журнал союза, издаваемый с 1948 года — «Књижевне новине». Кроме того, на английском языке издаётся литературный журнал «Serbian Literary Magazine».
Союз писателей Сербии основан в 1905 году по инициативе Милана Дж. Миличевича под названием Сербское литературное общество (серб. Српско књижевничко друштво). Первым его председателем был Симо Матавуль. В 1911 году, после некоторого перерыва в деятельности, общество было воссоздано под названием Общество сербских писателей (серб. Друштво српских књижевника); после Первой мировой войны союз стал называться Союз сербских писателей (серб. Удружење српских књижевника), а после Второй мировой — Союз писателей Народной Республики Сербии (серб. Удружење књижевника Народне Републике Србије). В настоящее время председатель Союза — Милош Янович.